# 에마누엘 스베덴보리

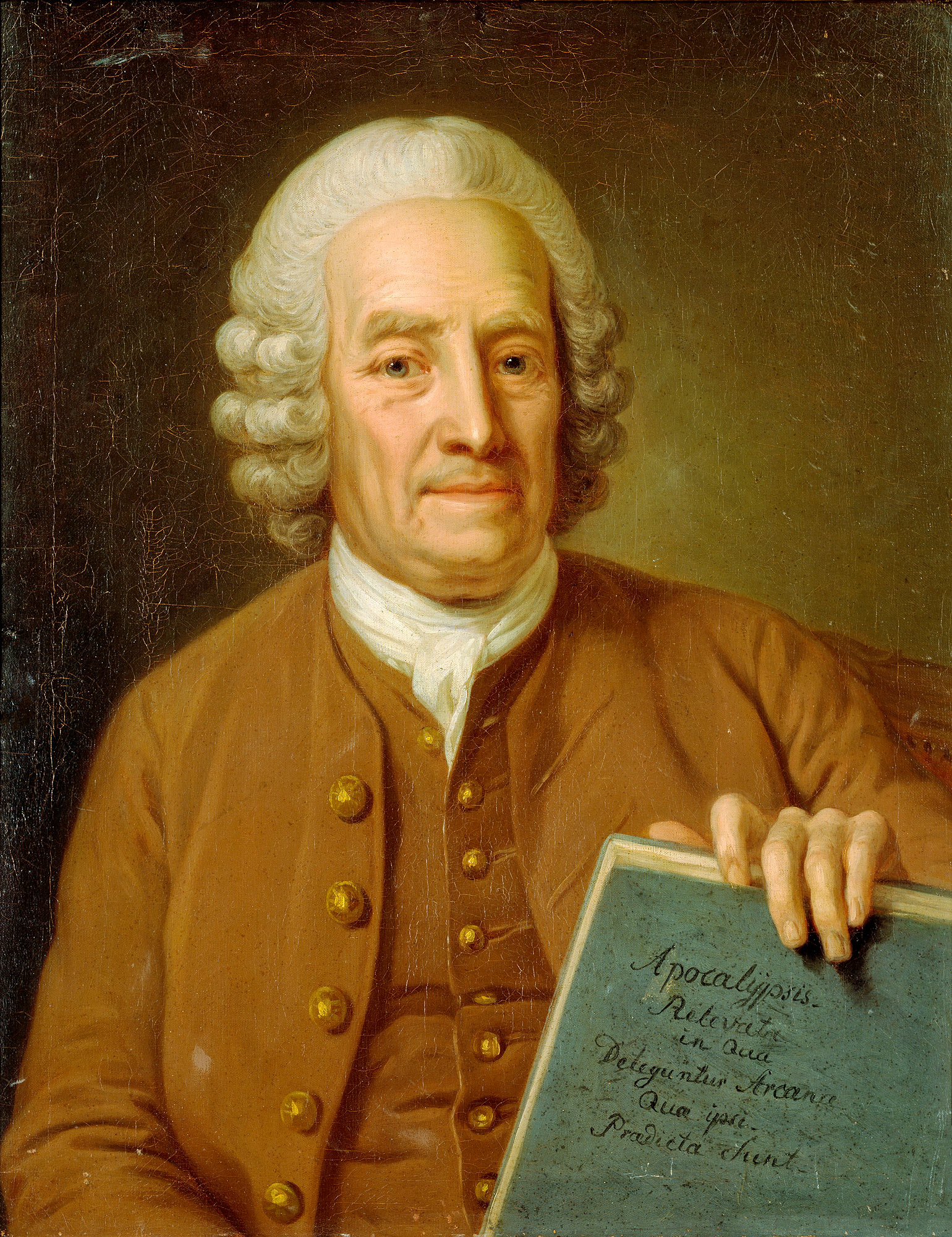
에마누엘 스베덴보리

에마누엘 스베덴보리(스웨덴어: Emanuel Swedenborg, 1688년 1월 29일 ~ 1772년 3월 29일)는 스웨덴의 신학자이자 과학자이다. 1734년에 태양계의 형성에 대한 가설인 성운 가설을 제창한 것으로 유명하며, 1741년에는 영적 경험을 시작한다. 그의 영적 체험은 27년간 지속되었고 자신이 경험한 모든 것을 35권의 신학적 저술로 남겼다. 신비주의로 알려진 스베덴보리는 자신의 영계 체험을 신성한 계시의 수단으로 밝히지만, 자신의 저술에는 결코 신비주의적 체험을 부추기거나 옹호하지 않는다.

## 같이 보기
- 스베덴보리교회